# Arteria choroidea anterior

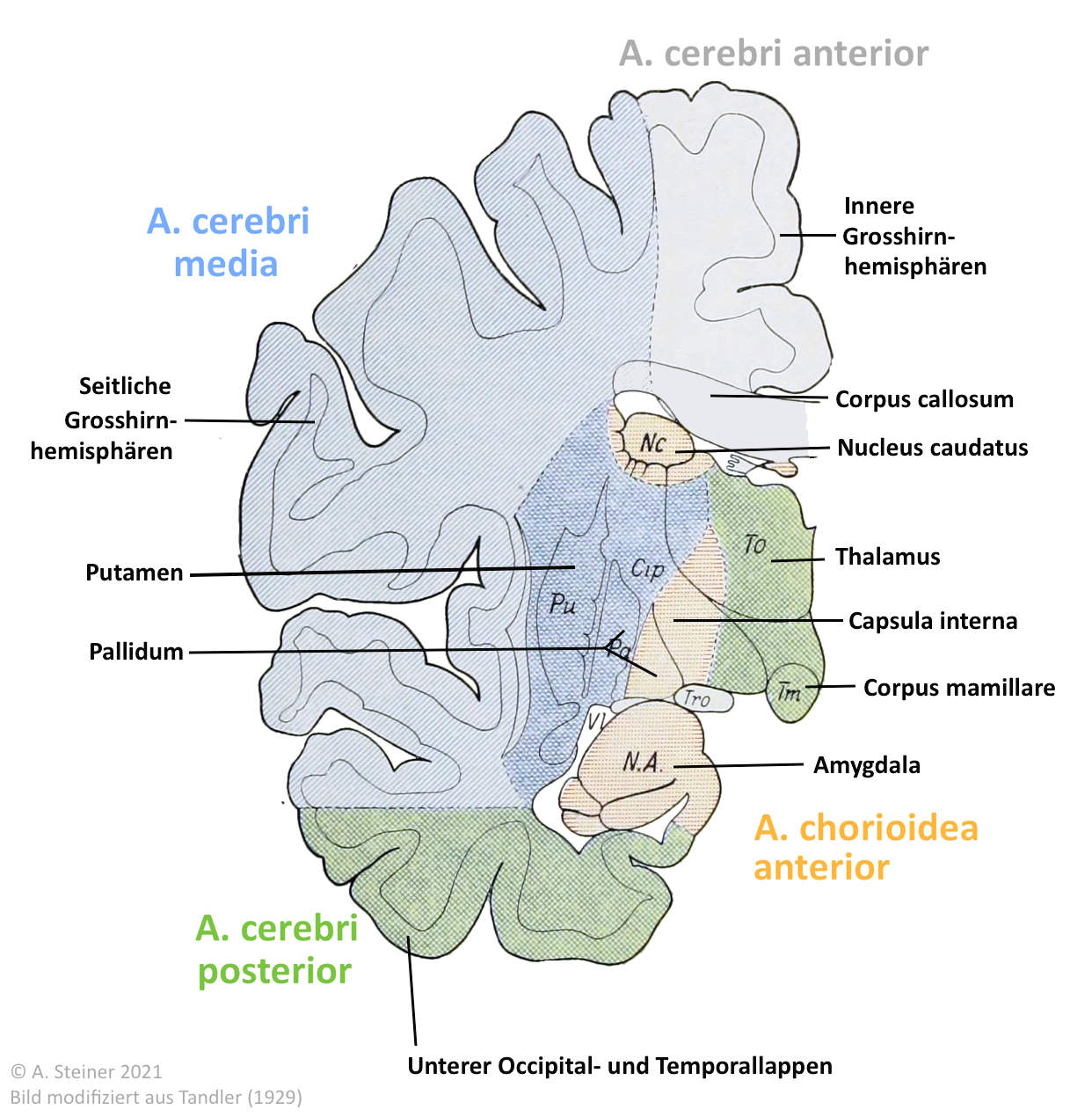
Versorgungsgebiet der A. choroidea anterior in ocker. Pallidum = Synonym für Globus pallidus. Tro = Tractus opticus

Die Arteria choroidea anterior (AChA) ist eine paarig angelegte Schlagader. Es handelt sich meist um einen Gefäßast der linken beziehungsweise der rechten Arteria carotis interna. Sehr selten, in weniger als 1 Prozent der Fälle, entspringt die Arteria choroidea anterior auch aus dem M1-Segment der mittleren Hirnarterie (Arteria cerebri media) oder aus der Arteria communicans posterior.

## Versorgungsgebiete
Namensgebend ist der Plexus choroideus im Seitenventrikel, den die Arterie mit Blut versorgt. Darüber hinaus versorgt die Arterie die hintere Hälfte des hinteren Schenkels der inneren Kapsel (Capsula interna) einschließlich der Seh- und Hörstrahlung, mediale Anteile des Globus pallidus, den Tractus opticus, den Schwanz des Nucleus caudatus (Cauda nuclei caudati), den im Temporallappen gelegenen Uncus,  posteriomediale Anteile des Mandelkerns (Corpus amygdaloideum), den vorderen Hippocampus, den Gyrus dentatus, die äußere Hälfte des Corpus geniculatum laterale und das mittlere Drittel der Großhirnschenkel (Crura cerebri). Umstritten ist, ob die Arteria choroidea anterior auch an der Versorgung des Thalamus beteiligt ist.

## Medizinische Bedeutung
Ein Verschluss der Arteria choroidea anterior verursacht einen ischämischen Schlaganfall. Es handelt sich meist um lakunäre Hirninfarkte aufgrund von mikroangiopathischen Veränderungen der Arterie. Andere mögliche Ursachen sind arterio-arterielle Embolien aus der Arteria carotis interna und kardiale Embolien.
Das Syndrom, das durch Verschlüsse der Arteria choridea anterior verursacht wird, ist variabel und kann auch asymptomatisch sein. Typisch sind eine motorische und/oder sensible Halbseitensymptomatik auf der Gegenseite der Läsion und eine homonyme Hemianopsie (halbseitiger Gesichtsfeldausfall, bei dem auf beiden Augen der Gesichtsfelddefekt auf der gleichen Seite ist) ebenfalls zur Gegenseite. Darüber hinaus kann es zu Sprachstörungen (Aphasie) und kognitiven Störungen kommen.